# سانشو دافيلا إي فرنانديز دي سيليس
سانشو دافيلا إي فرنانديز دي سيليس هو محامي وسياسي إسباني، ولد في 1905 في قادس في إسبانيا، وتوفي في 14 نوفمبر 1972 في مدريد في إسبانيا.

## مناصب
- انتخب رئيس مجلس الإدارة الاتحاد الملكي الإسباني لكرة القدم (1952 – 1954).
- انتخب عضو المحاكم الفرانكوية  [لغات أخرى]‏ خلال فترته النيابية ‏ (11 نوفمبر 1971 – 21 ديسمبر 1972).
- انتخب عضو المحاكم الفرانكوية  [لغات أخرى]‏ خلال فترته النيابية ‏ (6 نوفمبر 1967 – 12 نوفمبر 1971).
- انتخب عضو المحاكم الفرانكوية  [لغات أخرى]‏ خلال فترته النيابية ‏ (3 يوليو 1964 – 15 نوفمبر 1967).
- انتخب عضو المحاكم الفرانكوية  [لغات أخرى]‏ خلال فترته النيابية ‏ (31 مايو 1961 – 6 يونيو 1964).
- انتخب عضو المحاكم الفرانكوية  [لغات أخرى]‏ خلال فترته النيابية ‏ (16 مايو 1958 – 18 أبريل 1961).
- انتخب عضو المحاكم الفرانكوية  [لغات أخرى]‏ خلال فترته النيابية ‏ (14 مايو 1955 – 14 أبريل 1958).
- انتخب عضو المحاكم الفرانكوية  [لغات أخرى]‏ خلال فترته النيابية ‏ (14 مايو 1952 – 13 أبريل 1955).
- انتخب عضو المحاكم الفرانكوية  [لغات أخرى]‏ خلال فترته النيابية  [لغات أخرى]‏ (13 مايو 1949 – 5 أبريل 1952).
- انتخب عضو المحاكم الفرانكوية  [لغات أخرى]‏ خلال فترته النيابية ‏ (12 مايو 1946 – 6 أبريل 1949).
- انتخب عضو المحاكم الفرانكوية  [لغات أخرى]‏ خلال فترته النيابية  [لغات أخرى]‏ (16 مارس 1943 – 24 أبريل 1946).